# えいごであそぼ Meets the World
『えいごであそぼ  Meets the World』（えいごであそぼ ミーツ ザ ワールド）は、NHK Eテレで2023年（令和5年） 4月4日から放送されている幼児 - 小学校向けの英語教育番組。2017年（平成29年）4月3日から2023年（令和5年）4月1日まで、6年間放送されてきた『えいごであそぼ with Orton』の後継番組にあたる。

## 概要
2022年12月25日にパイロット版として放送された『きゃりーぱみゅぱみゅのホリデーシーズン 世界のみんなと英語であそんじゃおう』が前身。2023年度よりレギュラー番組に昇格した。
『えいごであそぼ』を冠するシリーズ番組としては通算3作目に当たるが、出演者は一部を除いて前身番組同様に総入れ替えされ、2023年4月時点においての番組表の上でも新番組（前身番組とは別の番組）扱いとしている。しかしその一方で2025年度は初代「英語であそぼ」からの通算35周年を記念した企画を打ち出しており、扱い方は状況によって変わっている。
週1回放送。再放送が3回放送。

## 放送時間
- 2023年度[3][4]・2024年度[5][6]（2023年4月 - ）
  - NHK Eテレ 火曜日 08:35 - 08:45
  - NHK Eテレ 水曜日 15:35 - 15:45（再放送）
  - NHK Eテレ 金曜日 17:00 - 17:10（再放送）
  - NHK Eテレ 土曜日 06:50 - 07:00（再放送）
- 2025年度[7] (2025年4月 - )
  - NHK Eテレ 火曜日 08:35 - 08:45
  - NHK Eテレ 水曜日 15:35 - 15:45（再放送）
  - NHK Eテレ 土曜日 06:50 - 07:00（再放送）

## 出演者・キャラクター
（この節の出典）
- KYARY（きゃりー）
  - 演 - きゃりーぱみゅぱみゅ
  - しんまい魔法使い。ドキドキわくわくが大好き。「Wonderful Worldwide Wonder（ワンダフル　ワールドワイド　ワンダー）」という世界中の面白そうな事が掲載されている図鑑がお気に入り。魔法と英語は修行中であるが、世界中の人と友達になる事が上手。歌とダンスが得意。
  - 2024年11月5日初放送の「きゃりー、人形になる?!」で魔法の暴走により、人形の中に閉じ込められる。以降は人形として登場[注 1]。2025年1月14日初放送の「きゃりー、復活?!」で魔法が解除され復帰。
  - 魔法のじゅもんは「Pon Pon Pon！（ポン ポン ポン）」

- ZUBY（ズビー）
  - 演 - ソーズビー・キャメロン
  - しんまい魔法使い。「世界で一番オシャレな魔法使い」を自称している。いたずらや面白い事が大好きで、やや負けず嫌いな性格。英語はきゃりーより上手だが、魔法はきゃりーに負けそう。ダンス、特にバレエが得意。
  - 魔法のじゅもんは「ズビビビビー！」

- SAFFY（サフィー）
  - 演 - サフィヤ
  - せんぱい魔法使い。きゃりーとズビーに魔法を教える。外国の人が来ると英語で助けてくれる。どんな魔法も使えるが、おっちょこちょいでお茶目な一面もある。歌とダンスが大好き。
  - 魔法のじゅもんは「I My Me！（アイ マイ ミー）」

- NELLY（ネリー）
  - 演 - ネルソン・バビンコイ[11]
  - なぞの魔法使い。世界中の「不思議なもの」を多く知っており、様々な国の家に訪ねる事ができる。魔法及び英語は上手だが、次にいつ現れるのかは分からない。
  - 魔法のじゅもんは「Nelly Babby Go！（ネリー　バビィ　ゴー）」

- RITO（リト）
  - 演 - 大場りと
  - パイロット版と2023年度より出演のきゃりーの魔法の家のすぐそばに住んでいる子ども。

- TSUGUMI（ツグミ）
  - 演 - 有田麗未
  - パイロット版と2023年度より出演のきゃりーの魔法の家のすぐそばに住んでいる子ども。

- SHUN（シュン）
  - 演 - 駿之介
  - 2023年度より出演のきゃりーの魔法の家のすぐそばに住んでいる子ども。

- あおやん
  - 声 - ティ・カトウ
  - 前作から登場しているキャラクター。
  - 関西弁で話す青い鳥のキャラクター。食いしん坊な性格で、好きな食べ物はたこ焼き。黄色くて四角いメガネをかけている。英語の発音が苦手。PEACHYとは大の仲良しである。一人称は「わい」。

- PEACHY（ピーチー）
  - 声 - チャド・マレーン
  - 前作から登場しているキャラクター。
  - ピンク色の鳥のキャラクター。英語の発音にこだわっており、あおやんが間違った発音をするとすぐに叱るが根は優しく、仲が良い。自称「世界で一番オシャレな鳥」で、毎日、美の追求を欠かさない。あおやんとは大の仲良しである。一人称は「私」。

- Chantom（チャントム）
  - 演 - チャド・マレーン
  - 2024年度より出演のキャラクター。2024年4月2日初放送の「怪盗・チャントムあらわれる!」に初登場したなぞの怪人[12]。自らの事を「Chantom the Great」と自称している。
- Mr. Oops
  - 演 - 浜野謙太
  - 2025年度より出演している謎のキャラクターで、おちゃめで、なにかと失敗をしてしまう。ダンスにキレがある。
- Eric（エリック）
  - 演 - エリック・ジェイコブセン
  - 2024年度に数回、ゲスト出演。えいごであそぼシリーズ放送35周年を記念する特別企画として2025年度に複数回出演している。

## コーナー
- データー放送クイズ
  - 『えいごであそぼ with Orton』に引き続き、2023年4月4日より放送されているデータ放送を用いたクイズコーナー[13]。2025年度は実施せず。
- ダルマニョンズ（DARUMANYONS）
  - イラスト・アニメーション：木下洋子[14]
  - 2023年4月18日より放送されているアニメコーナー[15][16]。アニメでは役に立つ英語のフレーズを学びながら、ダルマの師匠と弟子たちが様々な修行に挑戦する[16][17]。
- なりきりアルファベット
  - 2023年5月2日より放送されている何がアルファベットに化けているかを考えるクイズアニメコーナー[18][19][20]。
- DO
  - 出演：チャンキー松本[21]
  - 『えいごであそぼ with Orton』に引き続き、2023年6月6日より放送されている不思議な工作コーナー[20]。
- WORLD ENGLISHES
  - 2023年6月6日より放送されている世界の人がそれぞれ自分の英語で話す事で世界中にある様々な種類の英語を紹介するコーナー[20][22][23]
- CHIT-CHAT CHANTS
  - 2024年4月2日より放送されているコーナー[12]。
- THE COUNTING SHOW
  - 2025年2月18日より放送されているカウント動画を募集するコーナー[24]。
- 35th企画
  - 2025年4月1日より放送されているえいごであそぼシリーズ35周年を記念し、もう一度見たい歌や場面などのリクエスト募集するコーナー[25]。

## 音楽

### オープニングテーマ
- 「Hey World」[1]
  - 作詞・作曲：中田ヤスタカ[26][27]
  - 英語詩：ネルソン・バビンコイ[27]

### マンスリーソング
すべての曲にフルバージョン（約2分）とショートバージョン（約1分35秒）が存在する。

#### 2023年度
- 2023年4月・5月：「MEET THE WORLD」[28][29]
  - 作詞・作曲・編曲：THE SOUND ROOM / 歌：Phillip Joe / イラスト：チャンキー松本 / アニメーション：高野光太郎
- 2023年6月・7月：「WHAT I PAINT TODAY?」[20][30]
  - 作詞・作編曲：Keith Munsiow / 歌：Caroie Chiaki Nobuka / イラスト：熊谷ちひろ / アニメーション：すぎもとようへい
- 2023年8月・9月：「WE LOVE VEHICLES」[31][32]
  - 作詞：Kristen Watts / 作編曲：原口知之 / 歌：Jon Underdown / イラスト：チャンキー松本 / アニメーション：高野光太郎
- 2023年10月・11月：「IMAGINE A TOMORROW」[33][34]
  - 作詞：Masa Rider / 作編曲：原口知之 / 歌：Kawaiiconic Ali / イラスト：熊谷ちひろ / アニメーション：すぎもとようへい
- 2023年12月：「PENGUIN AND POLAR BEAR」[35]
  - 作詞：Eric Jacobsen / 作編曲：飯田具延 / 歌：Eric Jacobsen / イラスト：UMNES / アニメーション：すぎもとようへい、UMNES
  - ※2023年08月18日の『夏スペシャル きゃりーと魔法のランプ』で先行して放送された[36]。
- 2024年1月：「MOVE YOUR BODY」[37]
  - 作詞：Jon Underdown / 作編曲：飯田具延 / 歌：SAFFY
  - ※2023年12月24日の『きゃりーと世界のクリスマス』で先行して放送された[38]。
- 2024年2月・3月：「I AM A SLOTH」[39][40]
  - 作詞：Kristen Watts / 作編曲：原口知之 / 歌：Caitlin Kelly / イラスト：むろまいこ / アニメーション：高野光太郎

#### 2024年度
- 2024年4月：「MAGIC STARS」[12]
  - 作詞作曲：中田ヤスタカ / 英語詞：ネルソン・バビンコイ / 歌：KYARY
- 2024年5月：「MOVE YOUR BODY」[41]
  - 作詞：Jon Underdown / 作編曲：飯田具延 / 歌：SAFFY
  - ※2024年1月においてもマンスリーソングとして放送された[37]。
- 2024年6月：「CAT-A-BILLY HOLIDAY」[42]
  - 作詞：Jon Underdown / 作編曲：原口知之 / 歌：Carol Chiaki / イラスト：ありま三なこ / アニメーション：高野光太郎
- 2024年7月：「I'M SORRY」[43]
  - 作詞：Aimee Blackschleger / 作編曲：飯田具延 / 歌：Jovette Rivera / イラスト・アニメーション：すぎもとようへい
- 2024年9月：「MY OLD TEDDY BEAR」[44]
  - 作詞：Aimee Blackschleger / 作編曲：Ryohey Nakamura / 歌：Ray McNair / イラスト：チャンキー松本 / アニメーション：高野光太郎
- 2024年11月：「WORLD OF HARMONY」[45]
  - 作詞：Jon Underdown / 作編曲：飯田具延 / 歌：SAFFY
- 2024年12月：「WE ARE THE SNOWMEN」[46]
  - 作詞・曲：THE SOUND ROOM / 歌：Safia and Gobe McNair / アニメーション：Akino Fukuji
- 2024年12月：「SANTA GO GO!」[47]
  - 作詞・作編曲：THE SOUND ROOM / 歌：Jon Underdown / アニメーション：成島真衣
- 2024年12月：「HAPPY HOLIDAYS」[12][注 2]
  - 作詞作曲：中田ヤスタカ / 英語詞：ネルソン・バビンコイ / 歌：KYARY
- 2025年2月：「HIPPO SONG」[48]
  - 作編曲：原口知之 / 作詞・歌：Anya Floris / イラスト：チャンキー松本 / アニメーション：高野光太郎

#### 2025年度
- 2025年4月：「DISHES DISHES」[25]
  - 作詞作曲：中田ヤスタカ / 英語詞：ネルソン・バビンコイ / 歌：KYARY
- 2025年5月：「MUFFIN SONG」[49]
  - 作詞・歌：Jon Underdown / 作編曲：ノダマサユキ / イラスト：ありま三なこ / アニメーション：高野光太郎
- 2025年8月：「PENGUIN AND POLAR BEAR」[50]
  - 作詞：Eric Jacobsen / 作編曲：飯田具延 / 歌：Eric Jacobsen / イラスト：UMNES / アニメーション：すぎもとようへい、UMNES
  - ※2023年08月18日の『夏スペシャル きゃりーと魔法のランプ』で先行して放送された[36]。

### その他の曲
| 曲名                        | 初放送日 (JST) | 歌      | 作詞・作曲     | 英語詞                 | 出典   |
| --------------------------- | -------------- | ------- | -------------- | ---------------------- | ------ |
| Nice to Meet you            | 2023年04月04日 | - KYARY |                |                        | [ 13 ] |
| Kyary's ABCs                | 2023年04月11日 | - KYARY | - 中田ヤスタカ | - ネルソン・バビンコイ | [ 28 ] |
| One Week                    | 2023年06月06日 | - KYARY | - 中田ヤスタカ | - ネルソン・バビンコイ | [ 20 ] |
| Sushi Sushi Yummy           | 2023年08月08日 | - KYARY | - 中田ヤスタカ | - ネルソン・バビンコイ | [ 52 ] |
| Rainbow Rainbow             | 2023年10月03日 | - KYARY | - 中田ヤスタカ | - ネルソン・バビンコイ | [ 33 ] |
| Magical Musical Instruments | 2023年12月12日 | - KYARY | - 中田ヤスタカ | - ネルソン・バビンコイ | [ 53 ] |
| MAGIC STARS                 | 2023年12月24日 | - KYARY | - 中田ヤスタカ | - ネルソン・バビンコイ | [ 38 ] |
| HAPPY HOLIDAYS              | 2023年12月24日 | - KYARY | - 中田ヤスタカ | - ネルソン・バビンコイ | [ 38 ] |

| 曲名                | 初放送日 (JST) | 歌                                      | 作詞・作曲      | 英語詞          | 出典   |
| ------------------- | -------------- | --------------------------------------- | --------------- | --------------- | ------ |
| WHAT ARE YOU DOING? | 2024年04月02日 | - KYARY - SAFFY - RITO - SHUN - TSUGUMI | - Eric Jacobsen | - Eric Jacobsen | [ 12 ] |

## スタッフ
- 脚本 - チャド・マレーン
- キャラクターデザイン - モチヲ
- 人形操作 - がこさく、中山正子
- 人形製作 - スタジオ・ノーヴァ
- 英語監修 - イザベル・コスクユエラ
- 総合指導 - 佐藤久美子
- 制作 - NHKエデュケーショナル

## エピソード

### 2023年度
| 話数 | タイトル                            | 初回放送日 (JST) | 出典                   |
| ---- | ----------------------------------- | ---------------- | ---------------------- |
| PR   | きゃりーと一緒に英語で遊ぼう        | 2023年03月21日   | [ 26 ]                 |
| 1    | 魔法使い・きゃりー登場!             | 2023年04月04日   | [ 13 ]                 |
| 2    | きゃりーのABCソング                 | 2023年04月11日   | [ 28 ]                 |
| 3    | 魔法で世界の人と出会いたい!         | 2023年04月18日   | [ 15 ]                 |
| 4    | きゃりー、英語なぞなぞに挑戦        | 2023年04月25日   | [ 54 ]                 |
| 5    | 外国の人の家に遊びにいったら        | 2023年05月02日   | [ 18 ]                 |
| 6    | 好きな色の魔法って...               | 2023年05月09日   | [ 29 ]                 |
| 7    | ちょうせん!メモリーゲーム           | 2023年05月16日   | [ 19 ]                 |
| 8    | 妖精の国からやってきたのは...       | 2023年05月23日   | [ 17 ]                 |
| 9    | あおやん、どっちが好き?             | 2023年05月30日   | [ 55 ]                 |
| 10   | きゃりーの1週間                     | 2023年06月06日   | [ 20 ]                 |
| 11   | きゃりーは名探偵?!                  | 2023年06月13日   | [ 56 ]                 |
| 12   | 英語で「連想ゲーム」に挑戦!         | 2023年06月20日   | [ 57 ]                 |
| 13   | 初体験!あの国の真夏のおやつ         | 2023年06月27日   | [ 58 ]                 |
| 14   | PEACHYの星マークの謎                | 2023年07月04日   | [ 59 ]                 |
| 15   | 外国人の友達と「pour」              | 2023年07月11日   | [ 30 ]                 |
| 16   | 空を飛びたい!                       | 2023年07月18日   | [ 60 ]                 |
| 17   | あおやんジュニアが誕生!?            | 2023年07月25日   | [ 61 ]                 |
| 18   | カーニバルの国から来たのは...       | 2023年08月01日   | [ 31 ]                 |
| 19   | マッチングゲームに挑戦!             | 2023年08月08日   | [ 52 ]                 |
| 20   | 世界にはいろいろな英語がある        | 2023年08月15日   | [ 22 ]                 |
| SP1  | 夏スペシャル きゃりーと魔法のランプ | 2023年08月18日   | [ 36 ] [ 62 ] [ 注 3 ] |
| 21   | きゃりーの「星に願いを」!?          | 2023年08月22日   | [ 63 ]                 |
| 22   | 英語だけでかるたゲームに挑戦        | 2023年08月29日   | [ 64 ]                 |
| 23   | ラグビー元代表選手が登場!           | 2023年09月05日   | [ 32 ]                 |
| 24   | あおやんPEACHY鬼ごっこ              | 2023年09月12日   | [ 65 ]                 |
| 25   | メキシコの楽しい女の子!             | 2023年09月19日   | [ 66 ]                 |
| 26   | サフィー、コントに挑戦?!            | 2023年09月26日   | [ 67 ]                 |
| 27   | この色のものは、何でしょう?         | 2023年10月03日   | [ 33 ]                 |
| 28   | 不思議なヤカンの秘密                | 2023年10月10日   | [ 68 ]                 |
| 29   | きゃりー、エアロビに初参戦!         | 2023年10月17日   | [ 69 ]                 |
| 30   | 世界にはいろんな英語がある?         | 2023年10月24日   | [ 70 ]                 |
| 31   | 水晶玉に気をつけて!                 | 2023年10月31日   | [ 71 ]                 |
| 32   | あおやんとキノコ                    | 2023年11月07日   | [ 34 ]                 |
| 33   | モンゴルから来た馬頭琴の人          | 2023年11月14日   | [ 72 ]                 |
| 34   | 魔法使い・ツグミ?!                  | 2023年11月21日   | [ 73 ]                 |
| SP2  | スゴE 魔法使いきゃりー登場          | 2023年11月22日   | [ 74 ]                 |
| SP3  | スゴE ガーナのアドワ                | 2023年11月24日   | [ 75 ]                 |
| SP4  | スゴE きゃりー特大模型に?           | 2023年11月25日   | [ 76 ]                 |
| 35   | アフリカのアシコってなぁに?         | 2023年11月28日   | [ 77 ]                 |
| 36   | ズビーはあわてんぼう?!              | 2023年12月05日   | [ 35 ]                 |
| 37   | WATCH OUT GAME                      | 2023年12月12日   | [ 53 ]                 |
| 38   | ヒエログリフに挑戦!                 | 2023年12月19日   | [ 78 ]                 |
| SP5  | きゃりーと世界のクリスマス          | 2023年12月24日   | [ 38 ]                 |
| 39   | ぼくらはようきなパン屋さん          | 2023年12月26日   | [ 79 ]                 |
| 40   | だれがママかな?                     | 2024年01月09日   | [ 80 ]                 |
| 41   | あおやん、どうなっちゃったの?       | 2024年01月16日   | [ 37 ]                 |
| 42   | ヒントは英語だけ!ゲーム挑戦         | 2024年01月23日   | [ 81 ]                 |
| 43   | 1000本の花で花絵を作ろう!           | 2024年01月30日   | [ 82 ]                 |
| 44   | 雪だるまさん、こんにちは            | 2024年02月06日   | [ 39 ]                 |
| 45   | フィリピンのデザートを作ろう        | 2024年02月13日   | [ 83 ]                 |
| 46   | あおやん、怒ってる?                 | 2024年02月20日   | [ 84 ]                 |
| 47   | 英語のヒントだけでわかるかな        | 2024年02月27日   | [ 85 ]                 |
| 48   | 初体験!あの国の真夏のおやつ         | 2024年03月05日   | [ 23 ]                 |
| 49   | カーニバルの国の遊びに挑戦!         | 2024年03月12日   | [ 40 ]                 |
| 50   | ふしぎな絵の文字ヒエログリフ        | 2024年03月19日   | [ 86 ]                 |

### 2024年度
| 話数 | タイトル                                 | 初回放送日 (JST) | 出典    |
| ---- | ---------------------------------------- | ---------------- | ------- |
| 51   | 怪盗・チャントムあらわれる!              | 2024年04月02日   | [ 12 ]  |
| 52   | 大切なものを取り返せ!                    | 2024年04月09日   | [ 87 ]  |
| 53   | とりもどせるか?魔法つえ                  | 2024年04月16日   | [ 88 ]  |
| 54   | きゃりーと春のエクササイズ               | 2024年04月23日   | [ 89 ]  |
| 55   | 英語で絵本 ジャックと豆の木              | 2024年04月30日   | [ 90 ]  |
| 56   | 魔法のなんでもやさんオープン             | 2024年05月07日   | [ 41 ]  |
| 57   | ティーカップをとりもどせ!                | 2024年05月14日   | [ 91 ]  |
| 58   | MOVE YOUR BODY                           | 2024年05月21日   | [ 92 ]  |
| 59   | ピーチーのプレゼント?                    | 2024年05月28日   | [ 93 ]  |
| 60   | スーパー・サウンド・サフィー!            | 2024年06月04日   | [ 42 ]  |
| 61   | きゃりー、大変身?!                       | 2024年06月11日   | [ 94 ]  |
| 62   | ムキムキなお客さま                       | 2024年06月18日   | [ 95 ]  |
| 63   | 宝物の手ざわり                           | 2024年06月25日   | [ 96 ]  |
| 64   | ゲーム 箱の中身は何だろな?               | 2024年07月02日   | [ 43 ]  |
| 65   | あおやんクッキング!                      | 2024年07月09日   | [ 97 ]  |
| 66   | 英語で絵本 3びきのこぶた                 | 2024年07月16日   | [ 98 ]  |
| 67   | 魔法の家にエリックが来た!?               | 2024年07月23日   | [ 99 ]  |
| 68   | 魔法でエリックを笑顔に?!                 | 2024年07月30日   | [ 100 ] |
| 69   | エリックといっしょにゲーム!              | 2024年08月06日   | [ 101 ] |
| 70   | 私のこと、どのくらい好き?                | 2024年08月13日   | [ 102 ] |
| 71   | 今、何時?                                | 2024年08月20日   | [ 103 ] |
| 72   | 大切な服をとりもどせ!                    | 2024年08月27日   | [ 104 ] |
| 73   | 教えて、みんなの朝ごはん!                | 2024年09月03日   | [ 44 ]  |
| 74   | あおやん&PEACHYのお料理対決!             | 2024年09月10日   | [ 105 ] |
| 75   | 英語で絵本 おむすびころりん              | 2024年09月17日   | [ 106 ] |
| 76   | みんなの探しものはどこ?!                 | 2024年09月24日   | [ 107 ] |
| 77   | チャントムはどこだ?!                     | 2024年10月01日   | [ 108 ] |
| 78   | かるたゲームに挑戦!                      | 2024年10月08日   | [ 109 ] |
| 79   | PEACHY、元気出して!                      | 2024年10月15日   | [ 110 ] |
| 80   | 素敵なプレゼント                         | 2024年10月22日   | [ 111 ] |
| 81   | きゃりー人形を取りもどせ!                | 2024年10月29日   | [ 112 ] |
| 82   | きゃりー、人形になる?!                   | 2024年11月05日   | [ 45 ]  |
| 83   | Where is Kyary?                          | 2024年11月12日   | [ 113 ] |
| 84   | 英語で早口ことば対決!                    | 2024年11月19日   | [ 114 ] |
| 85   | 英語で絵本 ブレーメンの音楽隊            | 2024年11月26日   | [ 115 ] |
| 86   | こちら魔法使い探偵事務所(1)              | 2024年12月03日   | [ 46 ]  |
| 87   | こちら魔法使い探偵事務所(2)              | 2024年12月10日   | [ 47 ]  |
| 88   | 英語でかるたゲームに挑戦!                | 2024年12月17日   | [ 116 ] |
| 89   | 占い師・あおやん                         | 2024年12月24日   | [ 117 ] |
| 90   | あおやん&PEACHYを救い出せ!               | 2025年01月07日   | [ 118 ] |
| 91   | きゃりー、復活?!                         | 2025年01月14日   | [ 119 ] |
| 92   | 朝と夜のあいだに                         | 2025年01月21日   | [ 120 ] |
| 93   | ゲーム What are you doing?               | 2025年01月28日   | [ 121 ] |
| 94   | なぞのオブジェ                           | 2025年02月04日   | [ 48 ]  |
| 95   | 英語で絵本「北風と太陽」「ウサギとカメ」 | 2025年02月11日   | [ 122 ] |
| 96   | 開店!あおやんファーム                    | 2025年02月18日   | [ 24 ]  |
| 97   | What ○○ do you like?                     | 2025年02月25日   | [ 123 ] |
| SP6  | きゃりーとふしぎな絵本                   | 2025年03月02日   | [ 124 ] |
| 98   | 名探偵ズビー!?                           | 2025年03月04日   | [ 125 ] |
| 99   | 春祭りがやってくる〜前編〜               | 2025年03月11日   | [ 126 ] |
| 100  | 春祭りがやってくる〜後編〜               | 2025年03月18日   | [ 127 ] |

### 2025年度
| 話数 | タイトル                  | 初回放送日 (JST)      | 出典    |
| ---- | ------------------------- | --------------------- | ------- |
| 101  | アレが食べたい!           | 2025年04月01日        | [ 25 ]  |
| 102  | エリックとカラーソング!   | 2025年04月08日        | [ 128 ] |
| 103  | なんの色でしょう!?        | 2025年04月15日        | [ 129 ] |
| 104  | おくれてごめんね!         | 2025年04月22日        | [ 130 ] |
| 105  | きゃりーのなやみ          | 2025年04月29日        | [ 131 ] |
| 106  | みんなでわけよう!         | 2025年05月06日        | [ 49 ]  |
| 107  | じゅんばんをきめよう!     | 2025年05月13日        | [ 132 ] |
| 108  | かるたゲームに挑戦!       | 2025年05月20日        | [ 133 ] |
| 109  | みんなでそうじ!(1)        | 2025年05月27日        | [ 134 ] |
| 110  | みんなでそうじ!(2)        | 2025年06月03日        | [ 135 ] |
| 111  | きゃりーの桃太郎          | 2025年06月10日        | [ 136 ] |
| 112  | ペットを飼うなら...       | 2025年06月17日        | [ 137 ] |
| 113  | わたしはどんな動物!?      | 2025年06月24日        | [ 138 ] |
| 114  | これ、きいてみて!         | 2025年07月01日        | [ 139 ] |
| 115  | 消えたバナナをさがせ!     | 2025年07月08日        | [ 140 ] |
| 116  | クッキーをつくろう!       | 2025年07月15日        | [ 141 ] |
| 117  | かたちでおえかき!         | 2025年07月22日        | [ 142 ] |
| 118  | サフィー、はじめての海    | 2025年07月29日        | [ 50 ]  |
| 119  | 海で宝さがし!?            | 2025年08月05日        | [ 143 ] |
| 120  | エリックさんと砂あそび!   | 2025年08月12日        | [ 144 ] |
| 121  | アイスクリームをつくろう! | 2025年08月19日        | [ 145 ] |
| 122  | 切り絵であそぼう!         | 2025年08月26日 (予定) | [ 146 ] |